# Dicerorhinus sumatrensis lasiotis
Il rinoceronte settentrionale di Sumatra (Dicerorhinus sumatrensis lasiotis), noto anche come rinoceronte di Chittagong o rinoceronte peloso del nord, era la sottospecie più diffusa dei rinoceronti di Sumatra, anche l'unica sottospecie nota originaria dell'Asia continentale mentre quest'ultima vive nelle isole indonesiane.
Anche se è stato ufficialmente dichiarato estinto in più occasioni all'inizio del XX secolo, è stato riportato che piccole popolazioni potrebbero ancora esistere in natura, come in Birmania e nella penisola malese, anche se è altamente dubbio. A partire dal 2008, è considerato come "probabilmente estinto" dalla IUCN.

## Tassonomia

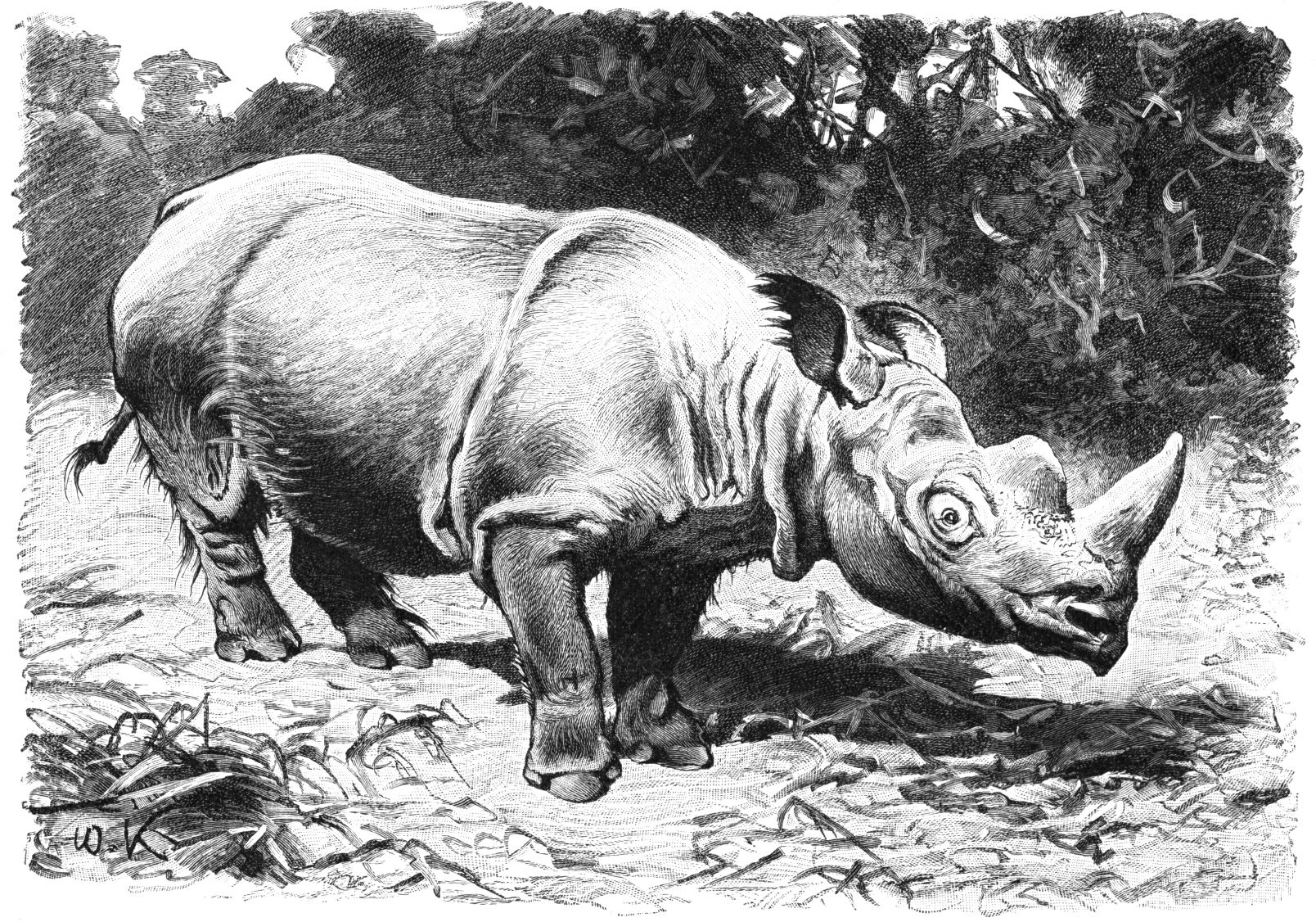
Una rappresentazione del rinoceronte di Sumatra settentrionale di Friedrich Wilhelm Kuhnert, 1927

La sottospecie della terraferma del rinoceronte di Sumatra fu data a Dicerorhinus sumatrensis lasiotis. Il nome lasiotis deriva dal greco per "orecchie pelose", poiché il rinoceronte di Sumatra settentrionale ha un notevole pelo lungo sulle orecchie. La sottospecie settentrionale di Sumatra era anche chiamata rinoceronte di Sumatra peloso o rinoceronte orlato d'orecchio per questo motivo.
Si è discusso se il campione Dicerorhinus sumatrensis lasiotis dovesse essere considerato una sottospecie separata dal campione simile di Dicerorhinus sumatrensis sumatrensis proveniente dall'Indonesia. Tuttavia, rimase una sottospecie poiché il rinoceronte settentrionale di Sumatra era significativamente più grande, con insoliti peli più lunghi sulle orecchie e corna più lunghe e più grandi.

## Descrizione
Il rinoceronte di Sumatra settentrionale era la più grande sottospecie. Aveva dei peli più lunghi sulle orecchie e corna più lunghe. Tuttavia, potevano avere meno peli sul corpo rispetto al rinoceronte di Sumatra occidentale.

## Habitat e distribuzione
Il rinoceronte di Sumatra settentrionale viveva/vive nelle foreste pluviali tropicali, nelle paludi, nelle foreste pluviali, nelle giungle e nelle praterie. Abitava anche in zone collinari, vicino a fiumi, ripide vallate e montagne.
Il rinoceronte di Sumatra settentrionale era/è il più diffuso dei rinoceronti di Sumatra. Si estendeva/estende fino dalla penisola indocinese, l'India orientale, l'Himalaya orientale del Bhutan e il Bangladesh alla Mongolia interna, nel nord della Cina. Il rinoceronte peloso del nord è stato dichiarato estinto in India, Bangladesh, Cina e altri paesi negli anni '20, e ancora nel 1997 nell'India nordorientale, anche se si sostiene che persistano nel Tamanthi Wildlife Sanctuary del Myanmar. Sebbene la specie sia stata dichiarata estinta in Myanmar negli anni '80, gli avvistamenti di rinoceronti di Sumatra sono stati segnalati di recente in diverse occasioni. Rapporti non confermati suggeriscono che una piccola popolazione di rinoceronti di Sumatra settentrionale possa ancora sopravvivere in Myanmar, ma la situazione politica nel paese ha impedito la verifica. È anche possibile che i rinoceronti pelosi del nord vivano ancora nel Parco nazionale di Taman Negara dalla Malesia peninsulare, sebbene la sopravvivenza della popolazione della Malaysia peninsulare sia molto dubbia.

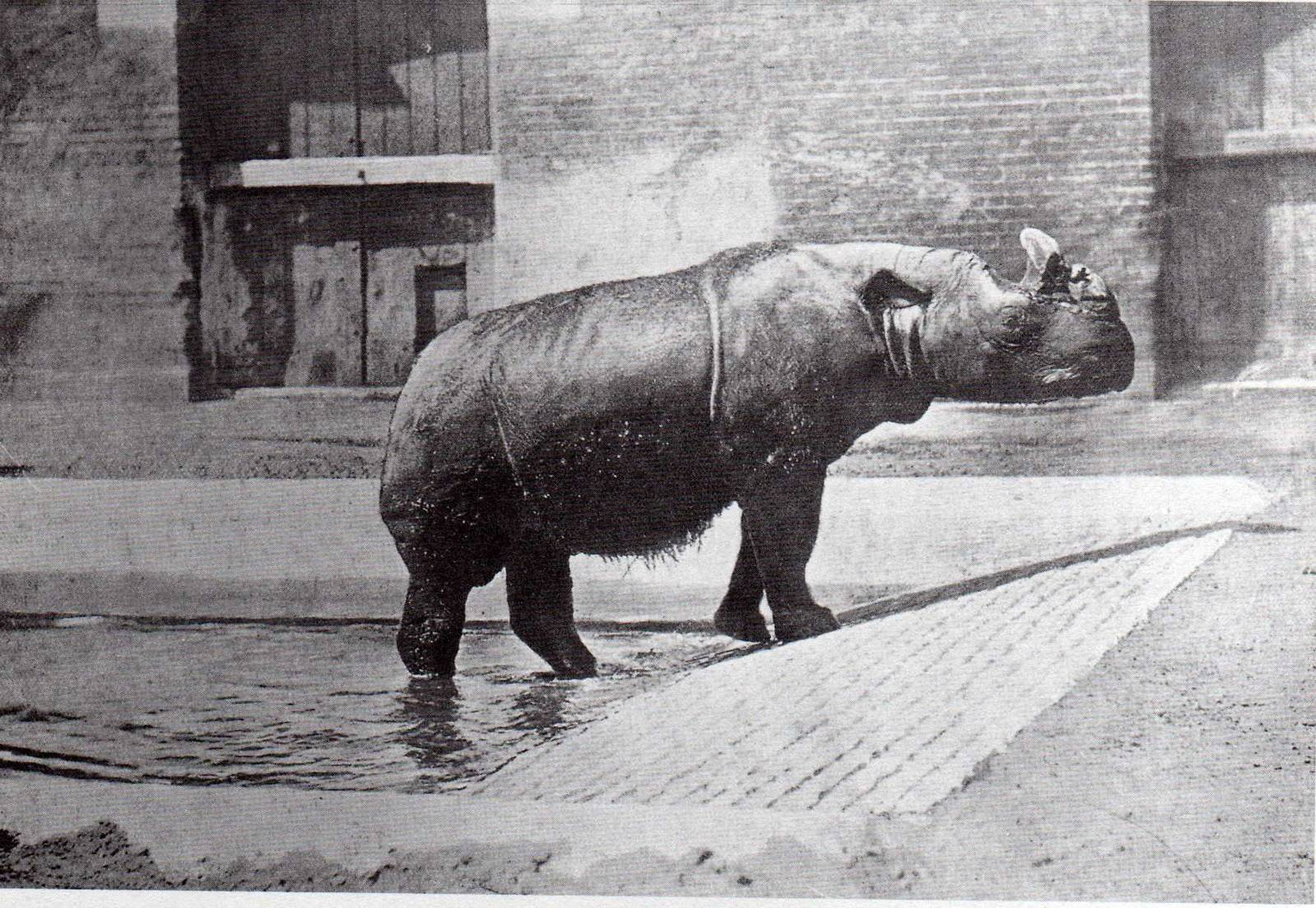
Un rinoceronte femmina di Sumatra settentrionale "Begum" nello zoo di Londra dal 15 febbraio 1872 al 31 agosto 1900.

### Cattività
I rinoceronti settentrionali di Sumatra, come le altre due sottospecie, non vivono al di fuori del loro ecosistema e non si riproducono bene in cattività. Non c'è stato un esemplare nato in uno zoo da una singola nascita riuscita negli Alipore Zoological Gardens of India nel 1889. Lo zoo di Londra ha acquisito un maschio e una femmina nel 1872 che era stato catturato a Chittagong nel 1868. La femmina di nome "Begum" sopravvisse fino al 1900, la vita da record per un rinoceronte in cattività.  Begum era uno degli almeno sette esemplari della sottospecie estinta D. s. lasiotis che si svolgevano negli zoo e nei circhi.

## Rappresentazioni culturali
Il rinoceronte di Sumatra settentrionale è noto per essere il più rispettato e raffigurato nella letteratura cinese. La maggior parte delle antiche e moderne arti e statue cinesi di rinoceronti a due corna rappresentano il rinoceronte di Sumatra settentrionale.
Un certo numero di racconti popolari sul rinoceronte di Sumatra sono stati raccolti da naturalisti e cacciatori coloniali dalla metà del XIX secolo agli inizi del XX secolo.  In Birmania, dove una volta viveva la sottospecie settentrionale, una volta era diffusa la convinzione che il rinoceronte di Sumatra mangiasse il fuoco.  Tales ha descritto il rinoceronte mangia-fuoco seguendo il fumo alla fonte, in particolare i fuochi da campo, e poi attaccando il campo.  C'era anche una credenza birmana secondo cui il momento migliore per cacciare era ogni luglio, quando i rinoceronti di Sumatra si riunivano sotto la luna piena.